# Riocaud
Riocaud település Franciaországban, Gironde megyében. Lakosainak száma 195 fő (2022. január 1.). Riocaud Les Lèves-et-Thoumeyragues, Margueron, Saint-Sernin, Savignac-de-Duras és Villeneuve-de-Duras községekkel határos.

## Népesség
A település népessége az elmúlt években az alábbi módon változott:
| Lakosok száma | 215  | 179  | 164  | 189  | 193  | 188  | 181  | 192  | 197  | 195  |
|               | 1968 | 1982 | 1990 | 2006 | 2013 | 2015 | 2017 | 2019 | 2020 | 2022 |